# Papposa
Papposa is een geslacht van haften (Ephemeroptera) uit de familie Leptophlebiidae.

## Soorten
Het geslacht Papposa omvat de volgende soorten:
- Papposa hirsuta